# Star Harbor, Texas
Star Harbor là một thành phố thuộc quận Henderson, tiểu bang Texas, Hoa Kỳ. Năm 2010, dân số của xã này là 444 người.

## Dân số
- Dân số năm 2000: 416 người.
- Dân số năm 2010: 444 người.